# Some Friendly
Some Friendly ist das Debütalbum der britischen Band The Charlatans. Es wurde am 8. Oktober 1990 veröffentlicht und belegte Platz eins der britischen Albumcharts.

## Das Album
The Charlatans waren Teil der Madchester-Bewegung um The Stone Roses und The Happy Mondays. Der Veröffentlichung von Some Friendly gingen zwei erfolgreiche Singles (The Only One I Know und Then) voraus. Some Friendly war der erste von bisher drei Nummer eins Alben der Charlatans in Großbritannien sowie das erfolgreichste Album der Band in den USA (Nummer 73). Die Songs The Only One I Know und Sproston Green sind von der Gruppe während ihrer Karriere regelmäßig live gespielt worden.

## Der Sound
Der Sound dieses Albums ist deutlich von dem anderer Madchester Bands wie Stone Roses oder Happy Mondays beeinflusst. Geprägt wird das Album durch den Einsatz des Keyboards, wodurch der Sound sehr an jenen der gleichzeitig aufgekommenen Inspiral Carpets erinnert.

## Titelliste
1. You're Not Very Well (Baker, Blunt, Brookes, Burgess, R. Collins) – 3:31
2. White Shirt (Blunt, Burgess, R. Collins) – 3:25
3. The Only One I Know (Baker, Blunt, Brookes, Burgess, R. Collins) – 3:58
4. Opportunity (Blunt, Brookes, Burgess) – 6:41
5. Then (Blunt, Brookes, Burgess, R. Collins) – 4:11
6. 109 Pt.2 (Blunt, Brookes, Burgess, R. Collins) – 3:18
7. Polar Bear (Baker, Blunt, Brookes, Burgess, R. Collins) – 4:56
8. Believe You Me (Blunt, Brookes, Burgess, R. Collins) – 3:41
9. Flower (Baker, Blunt, Burgess, R. Collins) – 5:27
10. Sonic (Brookes, Burgess, R. Collins) – 3:32
11. Sproston Green (Baker, Blunt, Burgess, R. Collins) – 5:08

### Expanded Edition
Zum 20-jährigen Jubiläum des Albums wurde es als 2CD Expanded Edition wiederveröffentlicht. Die erste CD entspricht dem Originalalbum ohne The Only One I Know, die zweite CD enthält folgende Songs:
1. The Only One I Know
2. Imperial 109
3. Everything Changed
4. Then (BBC Peel session)
5. Always In Mind (BBC Peel session)
6. You Can Talk To Me (BBC Peel session)
7. Polar Bear (BBC Peel session)
8. You’re Not Very Well (BBC Goodier session)
9. Indian Rope (BBC Goodier session)
10. The Only One I Know (BBC Goodier session)
11. White Shirt (BBC Goodier session)
12. Then (alternate take)
13. Taurus Moaner
14. Polar Bear (12” mix)
15. Over Rising
16. Way Up There
17. Happen To Die (long version)
18. Opportunity Three

### Some Friendly and greatest hits live (roundhouse, london, 31. Mai 2010)
CD 1
1. 109
2. Your're[sic!] Not Very Well
3. White Shirt
4. Opportunity
5. Sonic
6. Then
7. Overising
8. Way Up There
9. Happen to Die

CD 2
1. You Can Talk to Me
2. Polar Bear
3. Believe You Me
4. Flower
5. The Only One I Know
6. Indain[sic!] Rope
7. Everything Changed

CD 3
1. Me In Time
2. Can't Even Be Bothered
3. Sproston Green

## Singleauskoppelungen

### The Only One I Know
Veröffentlicht am 14. Mai 1990, UK #9, US Modern Rock #5
1. The Only One I Know, 2. Imperial 109 (edit), 3. Everything Changed, 4. You Can Talk To Me

### Then
Veröffentlicht am 10. September 1990, UK #12, US Modern Rock #4
1. Then, 2. Taurus Moaner, 3. Taurus Moaner (instrumental), 4. Then (alternate take)